# Prigogines honingzuiger
De Prigogines honingzuiger (Cinnyris prigoginei; synoniem: Nectarinia prigoginei) is een zangvogel uit de familie Nectariniidae (honingzuigers).  De vogel is vernoemd naar de Belgische ornitholoog Alexandre Prigogine.

## Verspreiding en leefgebied
Deze soort komt voor in zuidoostelijk Congo-Kinshasa en westelijk Oeganda.